# 제18회 대종상
제18회 대종상의 시상식에 관한 내용이다.

## 수상 및 후보

### 최우수작품상
- 깃발 없는 기수 - 화천공사 수상

### 감독상
- 심봤다 - 정진우 수상

### 시나리오상
- 지옥의 49일 - 이문웅 수상

### 남우주연상
- 달려라 만석아 - 최불암 수상

### 여우주연상
- 심봤다 - 유지인 수상

### 남우조연상
- 심봤다 - 황해 수상

### 여우조연상
- 을화 - 정애란 수상

### 촬영상
- 장마 - 유영길 수상

### 편집상
- 누가 이 아픔을 - 김희수 수상

### 조명상
- 심봤다 - 최입춘 수상

### 음악상
- 돛대도 아니 달고 - 정민섭 수상

### 미술상
- 깃발 없는 기수 - 김유준 수상

### 녹음상
- 심봤다 - 김병수, 양후보 수상

### 신인상
- 누가 이 아픔을 - 이영주 수상
- 청춘의 덫 - 원미경 수상

### 우수반공영화상
- 지옥의 49일 - 합동영화 수상

### 우수작품상
- 장마 - 남아진흥 수상

### 특별상
- 달려라 만석아 - 태창흥업 수상
- 달려라 만석아 - 정용식(아역부문) 수상
- 돛대도 아니 달고 - 이경태 수상